# 奧地利的塞西莉亞·蕾娜塔
奧地利的塞西莉亞·蕾娜塔（德語：Cäcilia Renata von Österreich，1611年7月16日—1644年3月24日），波蘭王后，神聖羅馬皇帝斐迪南二世的女兒。
1637年，塞西莉亞·蕾娜塔與波蘭國王瓦迪斯瓦夫四世結婚，兩人的獨子齊格蒙特·卡齊米日於1640年出生。1644年，塞西莉亞·蕾娜塔因生產時造成的感染去世，齊格蒙特·卡齊米日也因痢疾於1647年夭折。瓦迪斯瓦夫四世於隔年去世。